# They/Them (filme)
They/Them (pronuncia-se "they-slash-them"; bra: They/Them - O Acampamento) é um filme de terror americano de 2022 escrito e dirigido por John Logan, em sua estreia na direção, e produzido por Jason Blum através de sua gravadora Blumhouse Productions. É estrelado por Theo Germaine, Carrie Preston, Anna Chlumsky, Austin Crute, Quei Tann, Anna Lore, Cooper Koch, Monique Kim, Darwin del Fabro, Hayley Griffith, Boone Platt, Mark Ashworth, e Kevin Bacon, e segue um grupo de adolescentes LGBTQ e um assassino mascarado num campo de conversão.
O filme estreou no festival de cinema Outfest em 24 de julho de 2022 e foi lançado via streaming no Peacock em 5 de agosto de 2022. Recebeu críticas mistas dos críticos, que elogiaram seu elenco e tema inclusivos, mas consideraram a execução da história em falta.

## Elenco
- Kevin Bacon como Owen Whistler
- Theo Germaine como Jordan Lewis

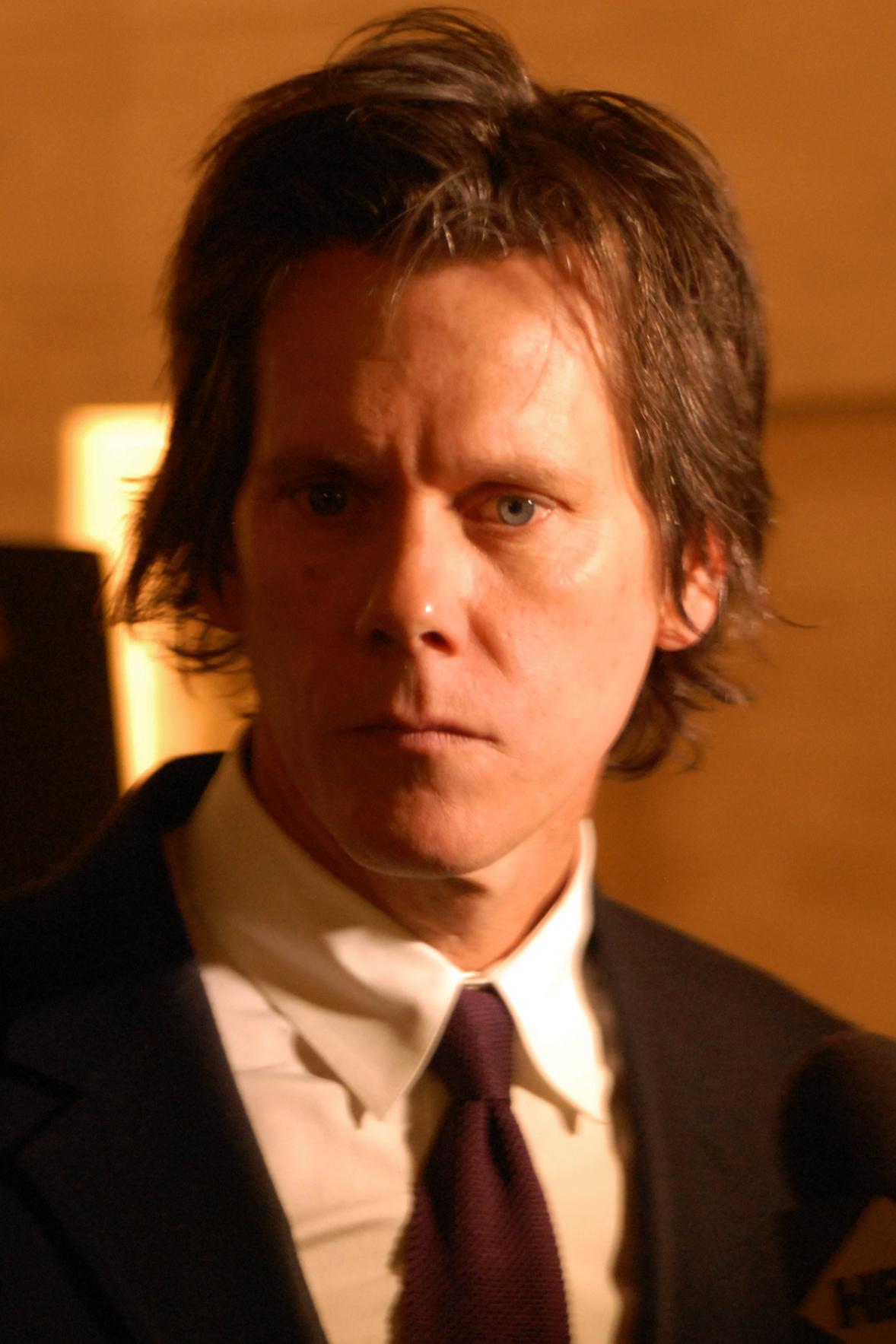
Kevin Bacon estrela como Owen Whistler e também atuou como produtor executivo do filme.

- Anna Chlumsky como Molly Erickson/Angie Phelps
- Carrie Preston como Dra. Cora Whistler
- Quei Tann como Alexandra Traven
- Austin Crute como Toby O'Neal
- Anna Lore como Kim Hartman
- Monique Kim como Veronica Lim
- Cooper Koch como Stuart Smith Williams
- Darwin Del Fabro como Gabriel Hernandez
- Hayley Griffith como Sarah Kahan
- Boone Platt como Zane Whistler
- Mark Ashworth como Balthazar Riggs

## Produção
Em 9 de abril de 2021, foi anunciado que John Logan escreveria e dirigiria o filme de terror Whistler Camp em sua estreia na direção, com Jason Blum e Michael Aguilar contratados como produtores da Blumhouse Productions. Em setembro de 2021, o filme ficou sem título e foi relatado que Theo Germaine, Kevin Bacon, Carrie Preston, e Anna Chlumsky haviam se juntado ao elenco; Bacon e Scott Turner Schofield são produtores executivos. A filmagem com a diretora de fotografia Lyn Moncrief começou em Atlanta, em Camp Rutledge, em 13 de setembro de 2021, sob o título provisório Rejoice. Em 1º de outubro, foi anunciado que o filme estrearia no Peacock e que Quei Tann, Austin Crute, Anna Lore, Monique Kim, Cooper Koch e Darwin del Fabro também estrelariam. Blum disse que se sentiu atraído por fazer um longa-metragem sobre terapia de conversão após o lançamento do documentário Pray Away. Ele também esclareceu que a ideia do filme foi concebida inteiramente por Logan, que o escreveu conforme as especificações.

## Lançamento
O filme estreou no festival de cinema Outfest em 24 de julho de 2022. Estreou no Peacock em 5 de agosto de 2022.
Foi lançado como lançamento digital pela Universal Pictures no Reino Unido em dezembro de 2022.

## Recepção
No site agregador de resenhas Rotten Tomatoes, 34% das 71 resenhas dos críticos são positivas, com uma classificação média de 4,9/10. O consenso do site diz: "Embora mereça crédito por seu elenco forte e premissa inclusiva, They/Them é muito confuso em termos de tons para ir além da profundidade da pele." O Metacritic, que usa uma média ponderada, atribuiu ao filme uma pontuação de 46 em 100, com base em 19 críticos, indicando críticas "mistas ou médias".
Escrevendo para o New York Times, Calum Marsh disse: "Logan, que também escreveu o roteiro, sente-se tão avesso a se envolver com as espinhosas implicações políticas inerentes a este material - de ter que negociar um elenco de personagens gays, transgêneros e não binários em um contexto de terror - que a coisa toda acaba parecendo bastante inofensiva." Peter Debruge, da Variety, escreveu: "Está tão comprometido com mensagens afirmativas sobre a identidade queer não ser uma escolha, uma condição ou um motivo legítimo para ser morto por um serial killer perturbado que o filme quase se esquece de ser assustador - embora aliste Kevin Bacon, como superintendente de campo genial demais para ser confiável, Owen Whistler, quase faz tudo funcionar."
Richard Roeper, do Chicago Sun-Times, deu ao filme 3 de 4 estrelas, dizendo: "Como diretor, Logan sabe como nos colocar no ritmo do gênero de terror, desde sustos e sons misteriosos na floresta, até o obrigatório e horrível mata. Repetidamente, porém, somos lembrados de que o verdadeiro monstro em They/Them é o fanatismo e a intolerância."